# Gasgesetze
Als Gasgesetze bezeichnet man physikalische Gesetze, die unter anderem zwischen den Zustandsgrößen Druck {\displaystyle p}, Volumen {\displaystyle V}, Temperatur {\displaystyle T} und Stoffmenge {\displaystyle n} beziehungsweise Masse {\displaystyle m} oder Teilchenzahl {\displaystyle N} eine Beziehung herstellen und über diese die Eigenschaften beziehungsweise das Verhalten idealer und realer Gase beschreiben. Hierbei bilden die allgemeine Gasgleichung (ideales Gas) und die Van-der-Waals-Gleichung (reales Gas) die wichtigsten hieraus abgeleiteten Gasgesetze.
Gasgesetze für ideales Gas:
- Thermische Zustandsgleichung idealer Gase (Boyle-Mariotte-Gesetz)
- Gesetz von Avogadro
- Gesetz von Amagat

Gasgesetze für reale Gase:
- Van-der-Waals-Gleichung
- Virialgleichungen
- Zustandsgleichung von Berthelot
- Zustandsgleichung von Dieterici
- Zustandsgleichung von Redlich-Kwong
- Zustandsgleichung von Redlich-Kwong-Soave
- Zustandsgleichung von Peng-Robinson
- Zustandsgleichung von Benedict-Webb-Rubin

Weitere Gesetze und wichtige Zusammenhänge:
- Gesetz von Dalton (auch Gesetz der Partialdrücke)
- Gesetz von Henry
- Joule-Thomson-Effekt
- kinetische Gastheorie
- Maxwell-Boltzmann-Verteilung
- Boyle-Temperatur

Siehe auch: Zustand, Zustandsänderung,